# Wieland der Schmied (Wagner)

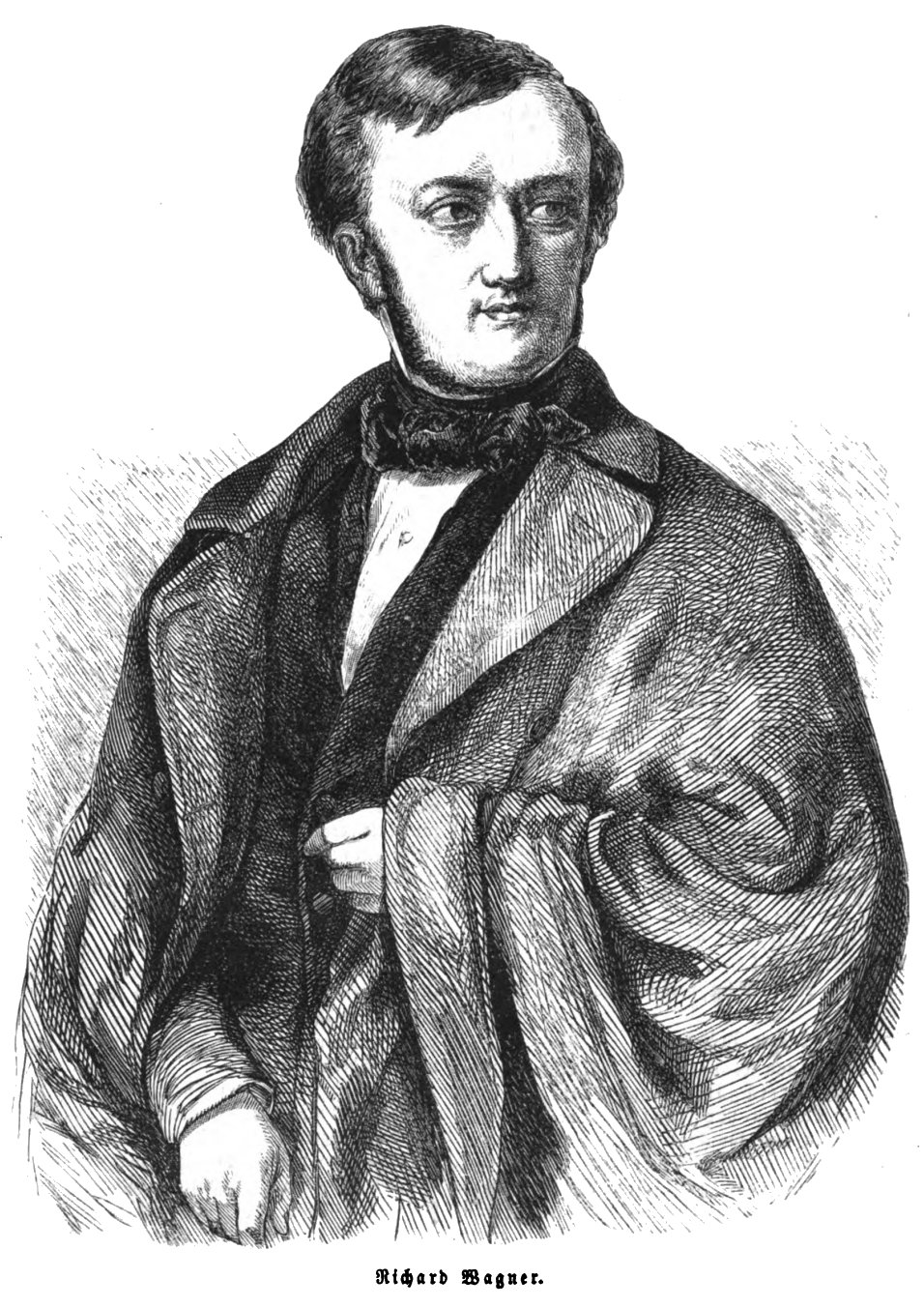
Richard Wagner 1854

Wieland der Schmied (auch Wieland der Schmiedt) ist ein Dramenentwurf des deutschen Komponisten, Dichters und Kunsttheoretikers Richard Wagner (1813–1883). Er trägt im Wagner-Werk-Verzeichnis die Nummer WWV 82.

## Entstehung
Der Romantiker Richard Wagner beschäftigte sich in den 1840er Jahren intensiv mit der germanischen Mythologie und schöpfte aus ihr die Stoffe für die meisten seiner Musikdramen. Bereits zwei Mal hatte er Heldensagen vertont: Tannhäuser und der Sängerkrieg auf Wartburg (1845) und Lohengrin (1848). Nun beschäftigten ihn vor allem der Siegfried- und der Wieland-Stoff. Während er ersteren in jahrzehntelanger Arbeit 1851 bis 1874 in der Tetralogie Der Ring des Nibelungen musikdramatisch umsetzte, blieb Wieland der Schmied im Entwurfsstadium. Als Quellen dienten Wagner vermutlich die Thidreksaga und die Nachdichtungen von Karl Simrock. Dass sich ein Götterfürst einer Frau in Schwanengestalt nähert, scheint dem griechischen Mythos von Zeus und Leda entnommen.
Nach dem Scheitern der Deutschen Revolution, die Wagner vehement unterstützt hatte, musste er 1849 aus Dresden fliehen und siedelte ins republikanische Zürich um. Die Folgejahre waren sehr produktiv: Neben seinen kunsttheoretischen Schriften entwarf er mehrere Musikdramen, darunter während der Jahre 1849 und 1850 auch Wieland der Schmied, das er aber weder zum vollständigen Libretto noch zum Musikdrama ausbaute. Wagner plante die Uraufführung des Werks an der Oper in Paris, wo er sich zu Beginn seiner Zürcher Jahre kurzfristig aufhielt.
Wagner nannte den Stoff in seiner Schrift Das Kunstwerk der Zukunft eine „herrliche Sage“, „die sich einst das rohe, uncivilisirte Volk der alten Germanen, aus keinem anderen Grunde, als dem der inneren Nothwendigkeit, gedichtet hat.“

## Handlung

### Vorgeschichte
Wieland ist der Sohn von Wate, der wiederum aus der Verbindung des „Meerweibs“ Wachilde mit König Wiking hervorging. Wiking zeugte außerdem mit einer Königstochter mehrere Söhne, von denen Rothar laut der Prophezeiung von Wate zum Helden erkoren sei, aber durch den feindlichen König der Niaren, Neiding, bedrängt werde. Die weibliche Hauptfigur, Schwanhilde, stammt von einer Tochter des Königs Isang von Nordland und dem Fürst der Lichtalben, der sich jener in Schwanengestalt genähert hat, ab. Aus dieser Verbindung gingen Schwanhilde und zwei andere Töchter hervor, die allesamt mit leicht entfernbaren Schwanenflügeln zur Welt kamen. Da Schwanhildes Mutter den Alben wider dessen Gebot nach seinem Namen fragte, schwamm dieser davon.

### Erster Akt
Szenerie: „Mark Norweg, waldiger Uferraum am Meere, im Vordergrunde zu Seite Wieland’s Haus mit der Schmiede, welche frei davor steht.“
Erste Szene: Wieland schmiedet Geschenke für seine Brüder Eigel und Helferich. Beide erhalten Spangen, durch deren Zauberkraft ihre Frauen nie den Reiz in den Augen der Männer verlieren sollen. Dem Schützen Eigel reicht Wieland außerdem einen Stahlbogen, dem Arzt Helferich ein Gefäß aus Gold für dessen Heiltränke. Die beiden bedanken sich und raten Wieland, sich bald eine Frau zu nehmen. Da sehen sie Jungfrauen mit Schwanenflügeln am Horizont schweben. Die Brüder wenden sich ab, doch Wieland ist fasziniert. Er sieht eine der Schwanenjungfrauen abstürzen und stürzt sich ins Meer, um sie zu retten.
Zweite Szene: Wieland bringt die Schwanhilde an Land. Sie fürchtet, in die Hände eines Häschers von König Neiding gefallen zu sein, was Wieland verneint. Da Neidung ihren Großvater Isung umgebracht und beraubt hätte, seine die Schwanenjungfrauen zur Rache aufgebrochen und erst geflohen, als Schwanhilde durch einen Speer verletzt worden sei. Wieland gesteht ihr seine Liebe. Gerührt reicht sie ihm einen Zauberring, der einer Frau die Betörung von Männern, einem Mann jedoch Sieg im Kampf ermögliche. Wieland sagt, dass er beides nicht brauche, und sie auch ohne Ring liebe. Sie erwidert seine Liebe, bitten ihn aber, ihr die Flügel abzunehmen, da sie ihm sonst aufgrund ihres Freiheitsdranges (ihrer Liebe zum Trotz) entfliehen würde.
Dritte Szene: Bathilde, die Tochter König Neidings, legt im Gefolge von Späherinnen an. Sie entdeckt, dass Schwanhilde hierher geflohen sei. An Wielands Tür baumelnd findet sie den magischen Ring und nimmt ihn an sich.
Vierte Szene: Gram, Neidungs Marschall, landet mit bewaffneten Spähern am Strand. Sie legen Wieland in Ketten mit der Begründung, Wieland diene dem rechtmäßigen Landesherrn Neiding nicht. Sie legen Wielands Hütte in Brand. Als er dies gewahrt, sprengt er die Ketten, tötet einige Männer und schwört Rache. Gram und Bathilde fliehen mit ihrem Gefolge auf den Schiffen.

### Zweiter Akt
Szenerie: „Im Niarenland. König Neiding’s Hof. Der Vordergrund stellt die Halle dar; aus ihr führen Treppen rechts zu Neiding’s, links zu Bathilde’s Wohngemach. Nach hinten führen breite Stufen in den Hofraum hinab; dieser ist mit hohen Mauern und einem Thurme umschlossen.“
Erste Szene: Gram ist von Neiding aufgrund seines Versagens verbannt worden, weilt aber bei Bathilde. Er ist in Liebe zu ihr entbrannt, da sie den Zauberring trägt. Bathilde hetzt ihn gegen den kürzlich auf einem Baumstamm angetriebenen Meisterschmied namens Goldbrand auf. In diesem hat sie nämlich Wieland wiedererkannt. Statt seine Rache zu vollziehen, ist Goldbrand aufgrund des Rings jedoch ebenfalls Bathilde verfallen.
Zweite Szene: Zwei Hofmannen Neidings lassen Eigel und Helferich eintreten, die nun als Boten des Wikingenkönigs Rothar König Neiding den Krieg erklären. Sie wollen damit auch den verschwundenen Wieland rächen. Neiding jedoch setzt darauf, dass Goldbrands Schmiedekunst ihm den Sieg bringen wird.
Dritte Szene: Bathilde erzählt Neiding von dem Siegerstein, und erklärt ihm, dass Wieland am Hofe sei, eines Liebeszaubers wegen aber die Erinnerung an seinen Racheplan verloren habe. Zähneknirschend verspricht Neiding Bathilde Gram zum Gemahl, als Dank für ihre Dienste.
Vierte Szene: Neiding hetzt Wieland gegen Gram auf. Wieland erschlägt Gram und wird vom König festgesetzt.

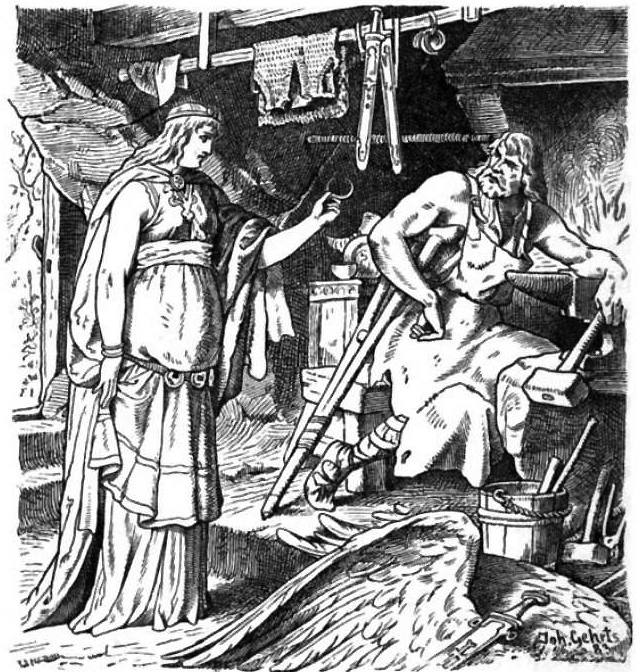
Bathilde besucht Wieland in der Schmiede (Buchillustration von Johannes Gehrts, 1901)

### Dritter Akt
Szenerie: „Wieland’s Schmiede mit einer breiten Esse in der Mitte, welche fast das ganze Deckengewölbe einnimmt.“
Erste Szene: Statt ihn zu töten, ließ Neiding Wielands Fußsehnen durchschneiden. So ist er jeglicher Kraft und Fluchtmöglichkeit beraubt und muss als Gefangener für den König Waffen schmieden. Noch immer gilt seine Liebe Bathilde.
Zweite Szene: Bathilde sucht Wieland auf. Als er ihr zufällig den Ring abnimmt, erlangt er seine Erinnerung an Schwanhilde zurück. Er beklagt sein schreckliches Schicksal. gerührt von seinen Klagen, bemerkt Bathilde nun, dass sie selbst Wieland liebt. Sie gesteht ihm aber, dass Schwanhilde damals mit den Flügeln entkommen sei.
Dritte Szene: Wieland hört Schwanhildes Stimme aus den Lüften. Er ruft ihr zu, dass er sich aus den bereits fertigen Schwertern für Neidings Heer Flügel schmiede, um Rache am König zu nehmen und Schwanhilde wiederzugewinnen. Diese antwortet erfreut: „Freiest du mich in den Lüften, nie entflieg ich dir je!“
Vierte Szene: Neiding und sein Gefolge suchen Wielands Schmiede auf. Die Hofleute verspotten ihn: Er sei mit den Krücken geschickter unterwegs, als zuvor mit gesunden Füßen. Wieland zieht nun sein Flügelpaar aus Stahlfeder an, das der Stein aus dem Zauberring zusammenhält. Er erhebt sich in die Luft und facht mit den Flügeln das Herdfeuer an – die Hütte stürzt ein. Neiding erfährt durch Wieland, dass König Rothar nahe, um sein Reich einzunehmen und Bathilde zu ehelichen.
Fünfte Szene: Rothars Heer mit Eigel und Helferich an der Spitze erscheint. Eigel schießt einen tödlichen Pfeil auf den bereits schwer verletzten Neiding ab. Die Niaren begrüßen Rothar jubelnd als Befreier. Erst jetzt, wo beide Wesen der Lüfte sind, können Wieland und Schwanhilde zusammenfinden: „Sonniger, leuchtender Morgen. Im Hintergrunde ein Forst. Alle blicken voll Erstaunen und Ergriffenheit zu Wieland auf. Dieser hat sich höher geschwungen, der blitzende Stahl seiner Flügel leuchtet im hellen Sonnenglanze. Schwanhilde schwebt mit ausgebreiteten Schwanenflügeln vom Walde her ihm entgegen: sie erreichen sich, und fliegen der Ferne zu.“

## Interpretation

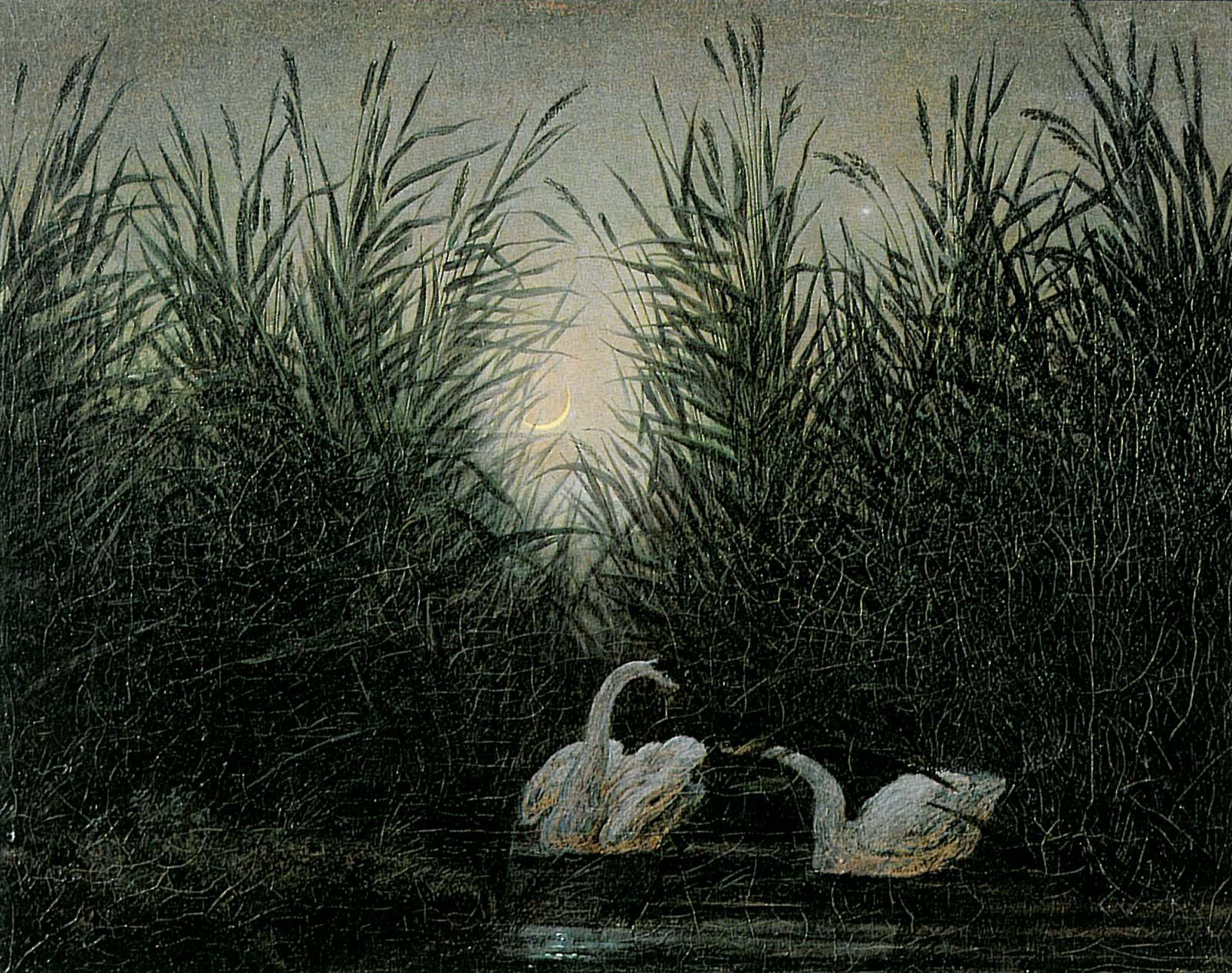
Schwäne als Sinnbild der Romantik. (Gemälde von Caspar David Friedrich, um 1820)

Der Text betont wiederholt den starken Freiheitsdrang Wielands, dem der Tyrann Neiding als Antagonist gegenübersteht. Dass sich Wieland trotz der zerschnittenen Sehnen befreien kann, kann – im Kontext der gescheiterten Dresdner Revolution – als politisches Statement verstanden werden. Wieland gelingt dies bezeichnenderweise durch sein handwerkliches Geschick – seine „Kunst“. Der Weg zur Freiheit und zur Liebe führt also über die Kunst. Die politisch-ästhetische Dimension des Dramas kommt in Wagners Schrift Das Kunstwerk der Zukunft, die 1850 erschien, zum Ausdruck. Er stellte nicht nur eine ausführliche Inhaltsangabe an der Schluss des Werks, sondern beschloss es mit den an das deutsche Volk gerichteten Zeilen: „O einziges, herrliches Volk! Das hast du gedichtet, und Du selbst bist dieser Wieland! Schmiede Deine Flügel, und schwinge dich auf!“ Das Drama verbindet hier das politische Konzept der Freiheit und das metaphysische Konzept der ewigen Liebe durch das Motiv der Erlösung, das in Wagners Œuvre omnipräsent ist.
Mit dem Ansatz der autobiographischen Werkdeutung können verschiedene Züge von Wagners Leben ausgemacht werden. Diese Sichtweise vertrat zum Beispiel der Wagner-Biograph Robert Gutmann. Themen wie Treue und Untreue, Liebesunfähigkeit und falscher Liebeszauber kommen im Libretto wiederholt vor. Sie könnten einen Hinweis auf Wagners gespaltenes Verhältnis zu seiner damaligen Gattin Minna sein. Auch wird das Motiv des sich selbst befreienden „Künstlers“ nahe an Wagners Verständnis seiner selbst gewesen sei.
Schwäne sind ein beliebtes Motiv der Romantik. Sie können das Sinnbild des sterbenden Künstlers ausdrücken (Franz Schubert: Schwanengesang, 1828), oder aber ein Symbol der Befreiung sein (Wagners Lohengrin, 1845, oder Hans Christian Andersen: Das hässliche Entlein, 1843). Schwanenmädchen spielen in Pjotr Iljitsch Tschaikowskis 1875 komponiertem Ballett Schwanensee eine zentrale Rolle.

## Parallelen zu anderen Werken Wagners
Viele Motive fanden zuvor oder später in anderen Opern und Musikdramen Wagners Niederschlag:
- Person in Schwanengestalt (hier der „Fürst der Lichtalben“): Prinz Gottfried in Lohengrin.
- Frevelhaftes Abschießen eines Schwans: Parsifal.
- Drei weibliche Mischwesen (hier Schwanenjungfrauen): Rheintöchter in Das Rheingold.
- Ring von starker Zauberkraft: Der Ring des Nibelungen.
- Verräterisches Paar (hier Bathilde und Gram): Ortrud und Friedrich von Telramund in Lohengrin.
- Schmied mit Schmitte im Wald: Titelfigur in Siegfried.
- Speer: Wotans Speer in der Walküre und die Heilige Lanze in Parsifal.
- Kunstvoll geschmiedetes Schwert: Nothung in Siegfried.
- Frageverbot des Lichtalben-Fürstes: Frageverbot von Lohengrin an Elsa von Brabant.
- Vergessen (Schwanhilde möchte vergessen; Wieland vergisst vorübergehend): Tristan und Isolde suchen Erlösung im Vergessen; Siegfried vergisst in der Götterdämmerung durch einen Zauber, wer er ist.
- Vereinigung der Liebenden erst in einer entrückten Welt (hier: der Lüfte): Der fliegende Holländer, angedeutet auch im Tannhäuser und in Tristan und Isolde.

## Vertonung des Stoffs
Noch zu Lebzeiten Richard Wagners vertonte Max Zenger den Stoff in seiner Oper Wieland der Schmied, die 1881 uraufgeführt wurde. Es orientiert sich an Simrocks Heldenbuch. Um 1890 folgte die Opern-Vertonung Kovář Wieland des slowakischen Komponisten Ján Levoslav Bella (1926 uraufgeführt). Sie basierte auf einer Adaption von Wagners Dramenetwurf aus der Feder von Oskar Schlemm. Siegmund von Hausegger schuf 1904 die spätromantische Tondichtung Wieland der Schmied. Auch Hauseggers Tondichtung basiert auf Wagners Librettoentwurf. Der dänische Komponist Fini Henriques schuf 1896 eine Tondichtung mit dem Titel Vølund Smed. Eine weitere Oper über diesen Stoff stammt von dem bayrischen Komponisten Jakob Gruber (1855–1908). Überliefert ist ferner das Fragment einer Klavierfassung von Adolf Hitler.